# William Robert Brooks
William Robert Brooks (ur. 11 czerwca 1844 w Maidstone, zm. 3 maja 1921) – amerykański astronom pochodzenia angielskiego.

## Życiorys
Jego rodzina przybyła do Stanów Zjednoczonych w 1857 roku i osiedliła się w Darien (według innych źródeł w Marion, również w stanie Nowy Jork). Brooks przez trzy lata pracował w firmie Shepherd Iron Works w Buffalo, gdzie zdobył doświadczenie w mechanice i kreślarstwie. W późniejszym czasie pracował w Smith Observatory na Hobart College w Genevie w stanie Nowy Jork.
Odkrył ponad 20 komet, w tym komety okresowe 12P/Pons-Brooks i 16P/Brooks, a także nieokresową C/1911 O1. Nazwiskiem astronoma nazwano planetoidę (2773) Brooks.